# André Matias (remador)
André de Albuquerque Matias (Luanda, 22 de junho de 1989) é um remador angolano. 

## Carreira
André competiu nos Jogos Olímpicos de 2016, no Rio de Janeiro, na prova do skiff duplo leve, onde finalizou na vigésima colocação geral ao lado de Jean-Luc Rasamoelina.